# Хиенодони
Хиенодоните (Hyaenodon) са род праисторически едри бозайници. Този вид е живял преди 24 милиона години. Те са били с големина на голям вълк. Хиенодоните са се хранели предимно с мърша, а не са били активни хищници. Техни фосили са открити в Северна Америка, Европа и Азия.

## Видове
- H. bavaricus
- H. brevirostris
- H. chunkhtensis
- H. crucians
- H. eminus
- H. exicuus
- H. gigas
- H. horridus
- H. incertus
- H. leptorhynchus
- H. megaloides
- H. microdon
- H. milloquensis
- H. mongoliensis
- H. montanus
- H. mustelinus
- H. pervagus
- H. raineyi
- H. venturae
- H. vetus
- H. weilini
- H. yuanchensis